# WACATE
WACATE(わかて、英: Workshop for Accelerating CApable Testing Engineers)はソフトウェアテストに関するテーマを扱うワークショップおよびコミュニティである。

## 概要
WACATEは若手テストエンジニアが主体となって運用される、ソフトウェアテストに関わる若手エンジニアのためのワークショップである。2007年より年2回の間隔で開催されている。
主にテストの技術習得やテストエンジニア間の交流、情報共有の場を若手エンジニアに提供することを目的としている。基本的に非営利の活動であり、有志のエンジニアによるボランティア活動によって運営が支えられている。

## ワークショップ
ワークショップではソフトウェアテストやメトリクス、品質保証、障害管理といったソフトウェアのテストや品質に関するテーマを中心に扱っている。
年2回開催のうち、夏の開催では1つのワークショップセッションを2日かけて実施し、冬の開催では2日の中で様々な細かいワークショップ・講義を行うスタイルを取る。
なおワークショップでは参加者や実行委員、ゲストの間の交流や議論が重視されており、グループワークや議論を中心としたセッション等の機会が設けられる。

## その他活動とコミュニティ
WACATEでは年2回のワークショップのほか、以下の活動を行っている。
- SNSであるWACATE SNSの運営
- 電子書籍形式の隔月情報誌WACATE Magazineの発行
- ソフトウェアテストについての同人誌Software Testing ManiaXの販売
- 小規模ワークショップ勉強会WACATE Short Shortの管理

また上記ワークショップやSNSなどの場でコミュニティが形成されており、有志の勉強会や復習会などが定期的に開催されている。

## 歴史
- 2007年 ：有志のエンジニアにより実行委員が結成される。第一回となるWACATE 2007開催。以後年2回の間隔で運営が始まる。
- 2008年 : WACATE SNSを開設。WACATE Magazine初刊発行。

## 関係人物
池田暁　：立ち上げメンバーの一人。2007-2010夏の実行委員長を務める。